# Raphaël Nadjari
Pour les articles homonymes, voir Nadjari.
Raphaël Nadjari, né en 1971 à Marseille, est un réalisateur franco-israélien de cinéma et de télévision.

## Biographie
Raphaël Nadjari naît en 1971 à Marseille.
Il fait des études d'arts plastiques à l'université de Strasbourg[réf. nécessaire]. En 1993, il travaille pour la télévision : il commence par des génériques comme celui de La Marche du siècle, État d'urgence, des habillages de soirées thématiques pour Arte qu'il coréalise avec François Vautier, puis écrit le scénario du Le P'tit Bleu, un téléfilm pour la collection d'Arte, Petits Gangsters, réalisé par François Vautier. La même année 1997, il part à New York, poussé par sa passion du cinéma indépendant américain.

### Une trilogie new-yorkaise
Ces trois films peuvent être considérés comme un ensemble cohérent, une sorte de « trilogie new-yorkaise », appellation communément utilisée par les critiques et qui n'a jamais été contestée par Raphaël Nadjari. Elle est constituée de :
- The Shade, seconde adaptation de La Douce de Dostoievski (1876), après Une femme douce (1969) de Robert Bresson présenté en sélection officielle à lors du Festival de Cannes 1999 dans la sélection Un Certain Regard, puis au Festival du cinéma américain de Deauville, et primé au Festival du film de Bergame en Italie.
- I Am Josh Polonski's Brother, tourné en super 8, présenté au Forum du Festival international du film de Berlin 2001.
- Apartment #5C, en première lors du Festival de Cannes 2002 dans la section de la Quinzaine des réalisateurs.

Dans cette partie de son travail, l'influence du cinéma indépendant américain  de Morris Engel  à  John Cassavetes est très nette. Elle réside dans son intérêt pour les situations paroxystiques, pour le portrait de la grande ville et pour son empathie pour les victimes de la vie caractérisée dès son premier film par une attention aux silences et aux traductions de la vie intérieure, et la découverte de son propre rythme. Tous ces films sont très inspirés par les thèmes de la famille, de la judéité, et des frustrations du désir. Ils ont pour élément récurrent de mettre notamment en scène son acteur fétiche Richard Edson.  

### Un cinéaste en Israël
Depuis 2003, il semble avoir entamé une deuxième carrière en Israël, thème central de ses deux premiers films dans ce pays :
- Avanim fut tourné intégralement à Tel Aviv et présenté au Festival international du film de Berlin 2004; en sélection pour les "Premières" du Museum of Modern Art de New York, à l'occasion de sa réouverture. Il reçoit le Prix du festival du Cinéma tout écran en Suisse et le Prix France Culture du meilleur cinéaste 2005 pour ce film, ainsi que le prix du meilleur film au Festival de Seville en 2005.
- Tehilim est tourné à Jérusalem et a été présenté en sélection officielle (représentant Israël) au Festival de Cannes 2007. Il a obtenu le Prix du meilleur film du Festival Tokyo Filmex en 2007 au Japon.

Dans ces deux films, Raphaël Nadjari se saisit de petits drames familiaux pour les élargir à une métaphore du choc entre la tradition et la modernité en Israël.
- Un documentaire en deux parties, Une histoire du cinéma israélien a été présenté au Forum du Festival international du film de Berlin en février 2009 :

1. 1932-1978 (1 h 43 min)
2. 1978-2007 (1 h 46 min)

Au travers de très nombreux extraits de dizaines de films, en général peu connus, et d'entretiens avec des réalisateurs, techniciens et acteurs contemporains, Nadjari présente l'histoire, peu connue, du cinéma israélien.
En 2013, il tourne à Haifa un film présenté à Cannes à la Quinzaine des Réalisateurs, Le Cours étrange des choses, sorti en France la même année.

### Une méthode d'écriture et d'improvisation
Tous ses films sont tournés sans scénario à l'exception de The Shade. Ce sont des films improvisés à partir d'un séquencier d'environ trente pages, souvent écrit sous forme de storyboard, en collaboration avec des scénaristes.  Une forme succincte de la narration découpée en séquence qui laisse libre cours à des variations d'interprétation de l'acteur que Nadjari a appelé « la comportementation », anglicisme dérivé du mot « behavior » qui définit des règles d'improvisation basé sur un passé réel ou imaginaire des personnages impliquant une panoplie de gestes, de sentiments et de comportements physiques ou psychologiques pendant les improvisations de scènes.[réf. nécessaire]

## Filmographie

### Scénariste et réalisateur
- 1999 : The Shade
- 2001 : I Am Josh Polonski's Brother
- 2002 : Apartment #5C
- 2004 : Avanim
- 2007 : Tehilim
- 2009 : Une histoire du cinéma israélien, Arte-Éditions
- 2013 : Le Cours étrange des choses
- 2016 : Mobile Étoile

### Scénariste
- 1997 : Le P'tit Bleu, réalisé pour Arte  par François Vautier, 2000.